# Eriochloa punctata
Eriochloa punctata är en gräsart som först beskrevs av Carl von Linné, och fick sitt nu gällande namn av William Hamilton. Eriochloa punctata ingår i släktet Eriochloa och familjen gräs. Inga underarter finns listade i Catalogue of Life.